# X Change - Scambio di corpi
X Change - Scambio di corpi (XChange) è un film del 2001 diretto da Allan Moyle.

## Trama
In un remoto futuro per viaggiare su lunghe distanze si usa il teletrasporto della mente. Una compagnia chiamata "X-Change" detiene il monopolio di questa sbalorditiva tecnologia, in grado di consentire in tempo reale il trasferimento delle menti di due persone da un luogo all'altro del pianeta tramite apposite filiali utilizzando come struttura il corpo di coloro che si trovano fisicamente nella destinazione desiderata. Ma quando la mente di un  personaggio importante di New York finisce per errore nella testa di un terrorista (e viceversa), comincerà una corsa contro il tempo per ritrovare il terrorista prima che possa preparare un attentato, il tutto ostacolato sia dalla polizia  che dalla X-Change intenzionata ad eliminare un suo errore per non fare "cattiva pubblicità" gratuita.